# جمال مناد
جمال مناد (عربی: جمال مناد؛ زادهٔ ۲۲ ژوئیهٔ ۱۹۶۰) بازیکن فوتبال بازنشسته اهل الجزایر است.
از باشگاه‌هایی که در آن بازی کرده‌است می‌توان به باشگاه فوتبال شباب بلوزداد، باشگاه فوتبال القبائل، باشگاه فوتبال اتحاد الجزایر، و بلننسس اشاره کرد. وی عضو تیم ملی فوتبال الجزایر در جام جهانی فوتبال ۱۹۸۶ بوده است.